# Piekło miasta
Piekło miasta (tytuł oryg. TKO; tytuł alternat. Urban Assault) − amerykański film akcji z 2007 roku, napisany i wyreżyserowany przez kaskadera Declana Mulveya. W rolach głównych wystąpili Dianna Agron, Samantha Alarcon, Daz Crawford i były kulturysta Christian Boeving. Fabuła filmu koncentruje się na wątkach brutalnych podziemnych walk pomiędzy przestępcami. Obraz miał swoją premierę w marcu 2007, kiedy studio Lionsgate Home Entertainment wydało go na dyskach DVD. W Polsce, w październiku 2007 jego dystrybutorem została firma Carisma Entertainment Group. Film dystrybuowany był limitowanym nakładem także w Niemczech, Brazylii, Japonii, Australii, Afryce Południowej oraz krajach Bliskiego Wschodu. Krytycy przyznali Piekłu miasta negatywne recenzje. Dziennikarz filmowy David Johnson uznał, że film jest "przeciętny pod każdym względem".

## Obsada
- Dianna Agron − Dyanna
- Samantha Alarcon − Skyler
- Daz Crawford − Mick
- Christian Boeving − Rex, bokser
- Fernando Chien − Lin
- Jasper Cole − Cyrus
- Anthony Ray Parker − Slim
- Sam Hargrave − zawodnik w klatce
- Paul Green − Martin
- Heidi Marie Wanser − Herrera

## Recenzje
Autor niemieckiego leksykonu Das Lexikon des Internationalen Films pisał o Piekle miasta jako o dziele charakteryzującym się "szybkim montażem, który przykryć wady", "niemającym nic do zaoferowania". Zdaniem Davida Johnsona (dvdverdict.com), film jest "przeciętny pod każdym względem".